# G-137
G-137 — немецкий миноносец (по официальной классификации германского флота — миноносец для открытого моря), состоявший на вооружении Военно-морского флота Германии в начале XX века и в период Первой мировой войны. С 1914 года использовался в роли учебного корабля. 25 сентября 1916 года переименован в T-132.

## Энергетическая установка
На миноносце в качестве ГЭУ были установлены 1 комплект из 6 турбин системы Парсонса общей мощностью 10 800 л. с. и 4 военно-морских котла с давлением 17 атмосфер. Максимальные запасы топлива на миноносце составлял 168 тонн угля.

## Вооружение
Миноносец нёс 1x1 88-мм и 3x1 52-мм орудия. Его торпедное вооружение состояло из 3х1 450-мм торпедных аппаратов.